# Músculo mentual
O músculo mentual é um músculo da boca. Se origina na mandíbula e se fixa na pele do queixo. Tem a função de elevar o lábio inferior da boca (expressão de dúvida).